# Prostaczek
Prostaczek (L’Ingénu) – utwór francuskiego filozofa Voltaire’a, napisany w 1767 r., zaliczany do jego powiastek filozoficznych, chociaż ma też cechy apologu, satyry i powieści (zwłaszcza powieści rozwojowej i powieści sentymentalnej). Voltaire wydał Prostaczka anonimowo. Pełny tytuł dzieła brzmi L’Ingénu. Histoire véritable, tirée des manuscrits du père Quesnel, a w przekładzie polskim Tadeusza Boya-Żeleńskiego: Prostaczek. Historia prawdziwa, znaleziona w papierach ojca Quesnela. Wymieniony w tytule Pasquier Quesnel był w czasach Voltaire’a już nieżyjącym teologiem francuskim, jednym z przywódców ruchu jansenistycznego. Voltaire fikcyjnie przypisał mu autorstwo swojej książki, wskazując jednocześnie na jeden z głównych tematów dzieła: dużą część Prostaczka zajmują sprawy religii, w szczególności konflikt pomiędzy jezuitami a jansenistami. Tematyka Prostaczka obejmuje też jednak inne kwestie: powieść Voltaire’a jest krytyką sfer rządzących we Francji, a także etnocentryzmu, będąc jednym z dzieł odwołujących się do archetypu „szlachetnego dzikusa” (le bon sauvage).

## Streszczenie
Chociaż Voltaire napisał Prostaczka w 1767 r., akcję powiastki przeniósł do 1679 r., kiedy Francja był jeszcze ogarnięta konfliktami religijnymi, przede wszystkim związanymi z ruchem jansenistycznym. Miejscem akcji na początku powieści jest klasztor Najświętszej Panny z Góry na wybrzeżu zatoki Saint-Malo w Bretanii, którego przeorem jest ksiądz de Kerkabon, oraz sąsiadująca z klasztorem miejscowość Góra. Później akcja przenosi się do Paryża i Wersalu, dokąd udaje się tytułowy bohater.

### W Bretanii

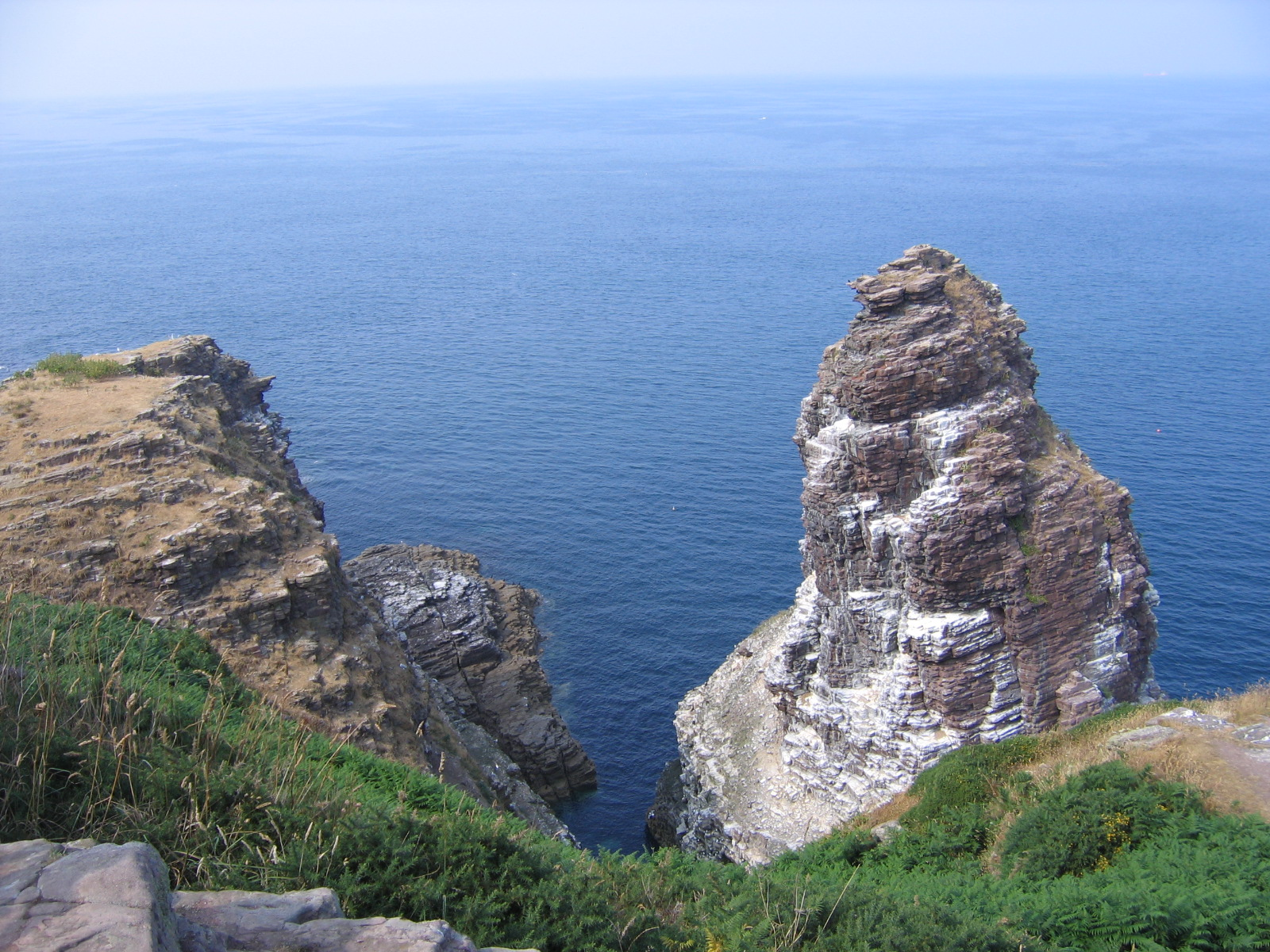
Wybrzeże Bretanii

15 lipca 1679 r. ksiądz de Kerkabon przechadza się ze swoją siostrą nad brzegiem morza, wspominając smutny los ich brata i bratowej, którzy w 1669 r. wyjechali do Kanady (wtedy kolonii francuskiej) i od tego czasu zaginęli. W trakcie rozmowy widzą wpływający do zatoki niewielki angielski statek, z którego wysiada też młody (dwudziestoletni) człowiek, o prostych manierach, ale sprawiający sympatyczne wrażenie. Kiedy z zainteresowaniem dowiadują się od niego, że jest Huronem, Indianinem z Kanady, zapraszają go na plebanię na kolację. Nowym przybyszem są też zainteresowani inni członkowie socjety parafii: ksiądz de Saint-Yves z siostrą oraz delegat i poborca z żonami, którzy na wieść o przybyszu przychodzą na plebanię. Wszyscy należą do „śmietanki z całej parafii”. Kiedy zaczynają bezładnie zasypywać Hurona pytaniami, ten „łagodnie, ale stanowczo” zwraca im uwagę, że nie może odpowiadać wszystkim naraz. Następnie opowiada swoją historię. Huron nie wie, kto jest jego ojcem i matką. Pochodzi z Kanady, ale kiedyś w bitwie dostał się do angielskiej niewoli i dobrowolnie wyjechał do Anglii. Zapytany o nazwisko, Huron odpowiada, że zawsze nazywano go Prostaczkiem (franc. L’Ingénu), a to z powodu jego bezpośredniego sposobu bycia i rozmawiania: „Mówię po prostu, co myślę, tak jak robię wszystko, co chcę”. Goście rozmawiają też o różnych językach; okazuje się, że francuskiego Prostaczek nauczył się w Plymouth od pewnego hugenota, który zbiegł z Francji do Anglii.

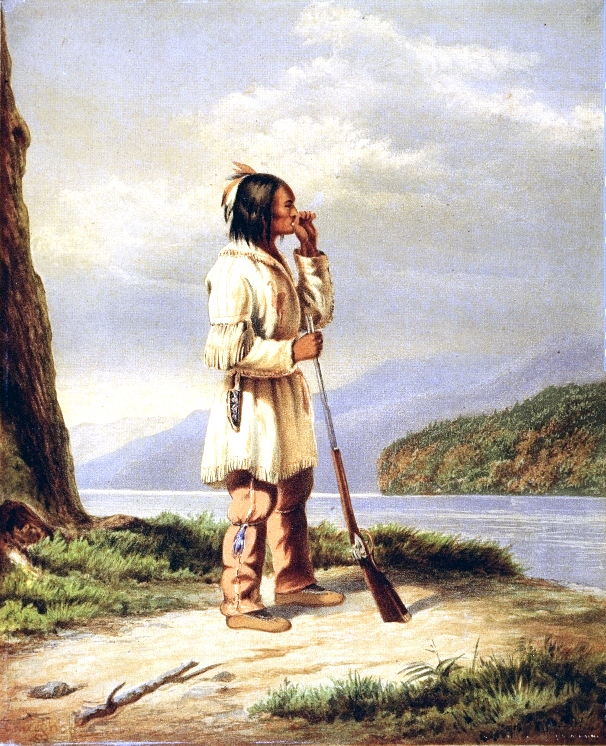
Huroński myśliwy, mal. Cornelius Krieghoff

Damy przy stole interesują zwłaszcza sprawy miłości w kraju Huronów; Prostaczek opowiada, że miał kiedyś ukochaną, Abakabę, ale zjadł ją niedźwiedź. Przybysz podoba się pannie de Kerkabon, siostrze przeora, jeszcze większe zainteresowanie Prostaczkiem wykazuje panna de Saint-Yves (z tekstu powieści nie dowiadujemy się jej imienia, ani też imienia żadnej innej, poza Prostaczkiem, postaci). Nie jest to w smak delegatowi, który w swoich planach ma ożenienie swojego syna z panną de Saint-Yves. Potem okazuje się, że Prostaczek, jak i inni Huroni, nie jest ochrzczony, towarzystwo postanawia więc go ochrzcić; Prostaczek wyraża jednak dezaprobatę dla tego pomysłu, twierdząc, że „prawo Huronów warte jest co najmniej tyleż, co bretońskie”; następnie wszyscy udają się na spoczynek.
Następnego dnia rano Prostaczek pokazuje przeorowi de Kerkabon i jego siostrze dwa małe portrety, które otrzymał od swojej indiańskiej mamki i które zawsze nosi na piersi. Ku ich zdumieniu okazuje się, że na portretach są wizerunki zaginionych w Kanadzie ich brata i bratowej. Wypytując Prostaczka, dochodzą do wniosku, że musi on być synem ich brata i jego żony, którzy zginęli, kiedy jeszcze był niemowlęciem, jest więc ich bratankiem. Prostaczek, który w ten sposób odnalazł rodzinę, postanawia nie wracać statkiem, który właśnie odpływa z powrotem do Anglii, i zostaje we Francji. Powraca sprawa chrztu Prostaczka; sprawa jednak nie jest prosta – najpierw należy mu przekazać najważniejsze prawdy religii katolickiej, ponieważ bohater powieści nic o nich wie. Przeor de Kerkabon ma też nadzieję, że po nawróceniu Prostaczek mógłby wstąpić do stanu duchownego i przejąć jego urząd.
Huron do spraw religii podchodzi z zainteresowaniem, ale też charakterystyczną dla siebie prostotą. Po przeczytaniu Nowego Testamentu chce odszukać sprawców ukrzyżowania Jezusa, aby go pomścić; zadaje też różne kłopotliwe pytania, w końcu daje się nawrócić. Pierwszą rzeczą, jaką chce jednak uczynić po nawróceniu, jest obrzezanie, co wprawia w popłoch pannę de Kerkabon i w zakłopotanie resztę towarzystwa. Po odciągnięciu go od tego zamiaru przychodzi czas na spowiedź, której celu Prostaczek nie rozumie. Przekonują go dopiero słowa z Listu św. Jakuba: „Wyznawajcie tedy grzechy jedni drugim”. Słowa te Prostaczek bierze jednak dosłownie i po wyspowiadaniu się żąda od duchownego, który udzielił mu rozgrzeszenia, aby ten również wyznał mu swoje grzechy. Kiedy wreszcie nadchodzi dzień chrztu, którego ma dokonać sam biskup z Saint-Malo, specjalnie przybyły na tę okazję, Prostaczka najpierw nigdzie nie można znaleźć, potem okazuje się, że poszedł nad rzekę i od godziny czeka zanurzony po szyję w wodzie na dokonanie obrzędu chrztu. Dopiero pannie de Saint-Yves udaje się go uprosić, aby Prostaczek dał się ochrzcić w zwykły sposób. Panna de Saint-Yves i jej brat, ksiądz, są jego rodzicami chrzestnymi, a Prostaczek na chrzcie otrzymuje imię Herkules, chociaż sam nigdy nie słyszał o takim świętym.
Incydent nad rzeką i ceremonia chrztu powodują, że Prostaczek zakochuje się w pannie de Saint-Yves i z miejsca wyznaje jej swoją miłość. Panna de Saint-Yves, która od dawna stara się o jego względy, odpowiada, że najpierw jest potrzebne zezwolenie jej brata, księdza de Saint-Yves, oraz przeora – jego stryja. Ten jednak, kiedy zdumiony słyszy od Prostaczka o jego planach matrymonialnych, nie chce słyszeć o daniu zgody na to małżeństwo. Ma od dawna nadzieję na przekazanie Prostaczkowi swojego opactwa, poza tym zaślubienie przez Prostaczka jego matki chrzestnej byłoby grzechem, od którego dyspensy może udzielić tylko sam papież. Prostaczek nie zgadza się z tą odmową i wpada do pokoju swojej ukochanej, aby ją „zaślubić”, tej ledwie się udaje ocalić swoją cześć panieńską, w końcu domownicy odciągają Prostaczka, tłumacząc mu, że do małżeństwa jest potrzebne dopełnienie wielu formalności. Po tym wydarzeniu panna de Saint-Yves za radą delegata (który wciąż myśli o jej ręce dla swojego syna) wbrew swojej woli zostaje zamknięta w klasztorze.
Prostaczek jest zrozpaczony stratą ukochanej, nosi się nawet z zamiarem podpalenia klasztoru, kiedy nagle następuje zwrot w jego życiu. Na wybrzeżu lądują Anglicy, aby złupić okolicę. Prostaczek przyłącza się do miejscowej milicji i, mężnie broniąc Bretanii, walnie przyczynia się do odparcia Anglików i zwycięstwa. Wszyscy namawiają go, aby pojechał na dwór królewski do Wersalu po nagrodę. Prostaczek wyrusza w drogę, przede wszystkim jednak z nadzieją, że dzięki królowi odzyska pannę de Saint-Yves.

### Podróż do Wersalu. Uwięzienie

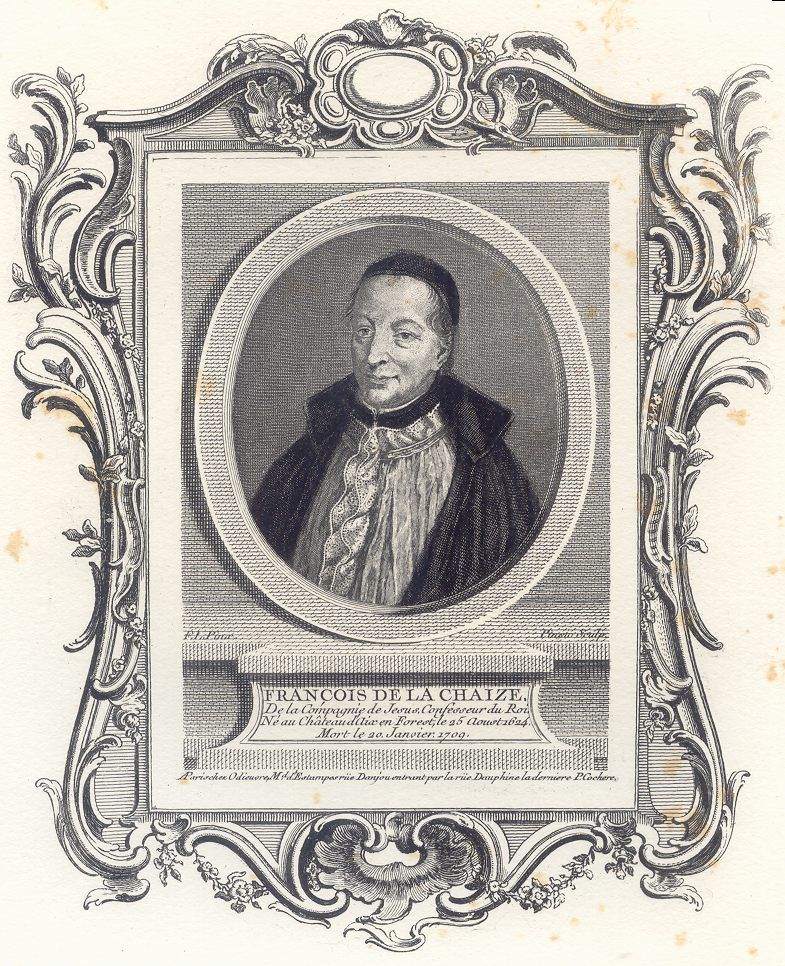
François de la Chaise, spowiednik króla Ludwika XIV

Prostaczek wyjeżdża koczobrykiem do Wersalu; pierwszym przystankiem w jego podróży jest Saumur. Miasto jest opustoszałe; w miejscowej gospodzie mieszkańcy wyjaśniają Prostaczkowi, że są zmuszeni przez władze do opuszczenia ojczyzny, ponieważ, będąc protestantami, nie chcą uznać władzy papieża. Jest tak, mimo że król Francji, Ludwik XIV, jest w jawnym konflikcie ze Stolicą Apostolską, a wszystko z powodu intryg jezuitów, w szczególności ojca La Chaise, spowiednika króla, oraz markiza de Louvois, ministra wojny. Prostaczek obiecuje hugenotom swoją pomoc, mówi, że kiedy będzie w Wersalu, porozmawia o sprawie z panem Louvois i wstawi się za nimi u króla. Huron nie wie, że rozmowie tej przysłuchuje się szpieg ojca La Chaise, który sporządzi z niej raport i prześle go do Wersalu.
Po przyjeździe do Wersalu Prostaczek chce od razu widzieć się z królem. Kiedy służba wyśmiewa go, porywa się na nich z pięściami. Prostaczka z opresji ratuje gwardzista, pochodzący z Bretanii, który wyjaśnia mu, że to nie taka prosta sprawa rozmawiać z królem, najpierw trzeba mu być przedstawionym przez ministra de Louvois, do którego dojście też jest bardzo trudne. Prostaczek próbuje uzyskać dostęp do ministra przez pana Aleksandra, sekretarza w ministerstwie wojny, ten jednak jest zajęty jakąś damą, wreszcie po długim oczekiwaniu zostaje przyjęty przez kolejnego urzędnika – sekretarza pana sekretarza Aleksandra. Kiedy przedstawia mu świadectwa swojego męstwa w walce z Anglikami, ten mówi mu, że prawdopodobnie uzyska pozwolenia nabycia stopnia porucznika. Prostaczek jest zdumiony tym, że ma płacić za to, że odparł Anglików; żąda dowództwa kompanii kawalerii za darmo oraz oddania mu panny de Saint-Yves, wstawia się też za wypędzanymi protestantami.
Tymczasem do Wersalu do ojca La Chaise dociera raport jego szpiega, przedstawiający Prostaczka jako wroga jezuitów i sprzymierzeńca hugenotów, a minister de Louvois otrzymuje list od delegata z Góry, w którym ten oskarża Hurona o chęć podpalania klasztorów i porywania dziewcząt. Następnego dnia rankiem Prostaczek zostaje w swoim zajeździe aresztowany i osadzony w Bastylii, gdzie trafia do jednej celi ze starym jansenistą Gordonem z Port-Royal, który już od dwóch lat przebywa w więzieniu za swoje przekonania.

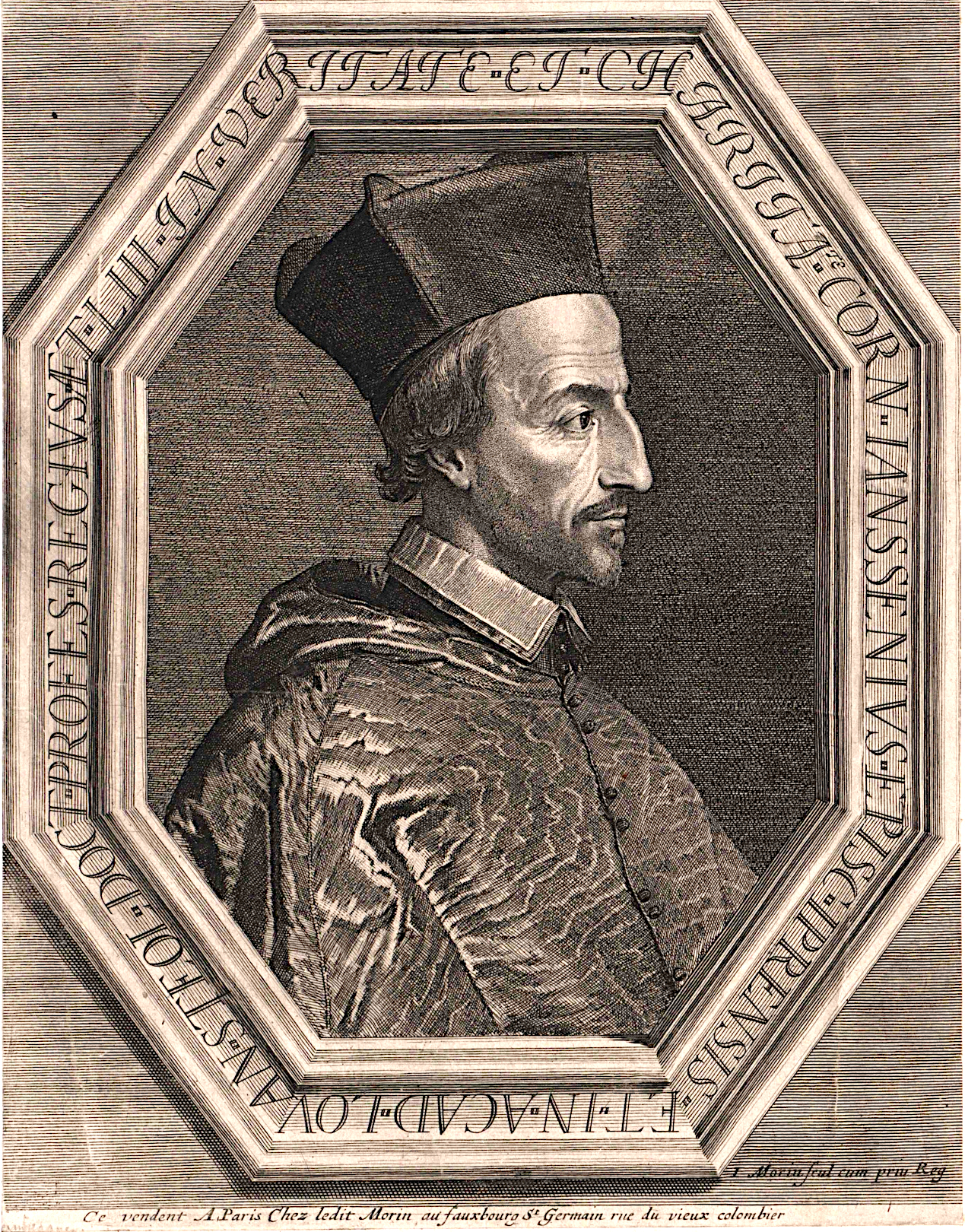
Cornelius Jansen, twórca jansenizmu

Gordon, „żwawy i pogodny staruszek”, okazuje Prostaczkowi wiele serca i współczucia, jest też współwięźniem pełnym szlachetności i hartu ducha, w którym osadzenie w Bastylii nie złamało wiary w Opatrzność i jansenistycznych przekonań. Czas spędzają na rozmowach na tematy religijne i filozoficzne. Dzięki Gordonowi Prostaczek dużo się uczy, czyta książki, które ten mu podsuwa. Między innymi zapoznaje się z traktatem filozoficznym Szukanie prawdy Nicolasa Malebranche’a, filozofa ze szkoły kartezjańskiej. Pod wpływem filozofii Kartezjusza Prostaczek skłania się ku determinizmowi, podczas gdy Gordon broni pojęcia łaski skutecznej, będącej głównym przedmiotem sporu pomiędzy jansenistami a jezuitami. Huron czyta też dużo książek z innych dziedzin, szczególnie pochłania go fizyka, astronomia i matematyka, nie znajduje natomiast żadnego pożytku z lektury dzieł historycznych – historia jest dla niego odrażająca lub pełna zmyślonych opowieści. Odkrywa też piękno literatury dramatycznej, zwłaszcza komedii Moliera i tragedii Racine’a. W więzieniu Prostaczek bardzo się rozwija duchowo: „podobny był krzepkiemu drzewu, które, zrodzone w niewdzięcznym gruncie, a przeniesione w żyzną glebę, bujnie puszcza korzenie i gałęzie”.
Rozmawiając o religii, Huron zaczyna rozumieć zasadniczą różnicę pomiędzy tym, jak społeczeństwo traktuje nauki ścisłe, a jak teologię. We współczesnym społeczeństwie nikt nie podważa dowiedzionych praw nauki, nie ma natomiast zgodności co do prawd wiary. Jeśli jednak teologowie nie mogą się zgodzić co do tego, co jest jedyną prawdą, być może nie ma takiej prawdy. „Gdyby ta prawda była tak potrzebna jak słońce jest potrzebne ziemi, błyszczałaby jak ono”, stwierdza Prostaczek. Spory religijne nie mają więc sensu. „Ci, co narażają się na prześladowanie dla tych pustych szkolarskich sporów, wydają mi się niezbyt rozsądni; ci, którzy prześladują, to potwory”, konkluduje Huron. Twierdzenia Prostaczka zmieniają również Gordona, który zaczyna zastanawiać się, czy nie zmarnował swojego życia, cierpiąc w imię głoszonych przez siebie poglądów. Dzięki wyznaniom Prostaczka zaczyna też dostrzegać piękno uczucia miłości. „Słowem, stał się największy cud: Huron nawrócił jansenistę”, podsumowuje narrator.

### Panna de Saint-Yves spieszy na ratunek
Ponieważ przeor de Kerkabon i jego siostra nie mają żadnych wiadomości o Prostaczku, postanawiają go odszukać. Po przyjeździe do Wersalu okazuje się jednak, że dostojnicy kościoła, łącznie z ojcem La Chaise, są przeważnie zajęci damami i nie interesuje ich sprawa, z którą przyjechał ksiądz de Kerkabon.

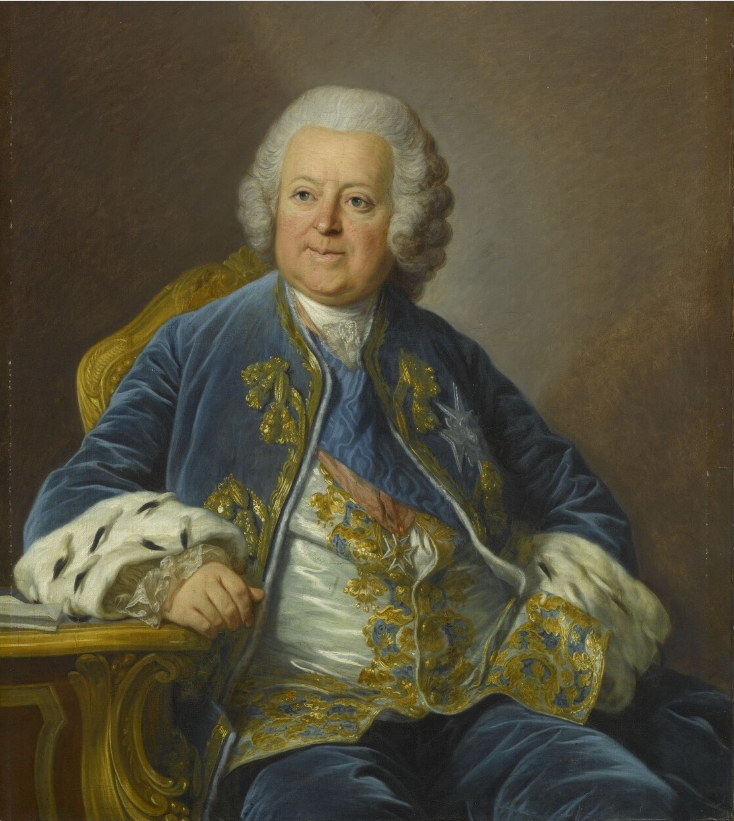
Louis Phélypeaux, hrabia de Saint-Florentin, który był pierwowzorem postaci pana de Saint-Pouange. Mal. Louis-Michel van Loo

Tymczasem w Bretanii panna de Saint-Yves dzięki delegatowi zostaje wypuszczona z klasztoru. Delegat nie uczynił tego bezinteresownie – wciąż dąży do złączenia jej małżeństwem ze swoim synem. Panna Saint-Yves odczuwa do niego wstręt, postanawia jednak skorzystać z okazji i posłużyć się fortelem. Udaje, że wyraża zgodę na małżeństwo, a następnie w dniu planowanego ślubu o czwartej rano wyjeżdża potajemnie do Wersalu, aby odnaleźć ukochanego. Tam zwraca się o pomoc do jezuity ojca Dowszystkiego („jezuity dla pospólstwa”) i na spowiedzi wyznaje mu swój cel przyjazdu do Wersalu, ten umieszcza ją u żony jednego z urzędników dworskich, z którą panna de Saint-Yves się zaprzyjaźnia. Wreszcie panna de Saint-Yves dowiaduje się od sekretarza ministra de Louvois, że Prostaczek od prawie roku jest osadzony w Bastylii. Sekretarz nie może jej więcej pomóc, radzi jednak, aby udała się do pana de Saint-Pouange, który jest krewnym i ulubieńcem ministra i jest z tego powodu bardzo wpływową osobą. (Pod postacią pana de Saint-Pouange w powieści kryje się współczesny Voltaire’owi Louis Phélypeaux, hrabia de Saint-Florentin, sekretarz stanu na dworze Ludwika XV.) Razem z przyjaciółką, u której znalazła schronienie, panna de Saint-Yves odwiedza pana de Saint-Pouange, który jest pod dużym wrażeniem jej urody. Wyznaje jej, że właśnie przed chwilą przyjmował jej brata, księdza de Saint-Yves, który żądał jej uwięzienia. Jeśli chodzi o jej ukochanego, jest gotów go uwolnić, ale w zamian żąda, aby oddała mu swoją cnotę. Panna de Saint-Yves przerażona odmawia, de Saint-Pouange, któremu coraz bardziej na niej zależy, coraz usilniej nalega, oferuje jej też pieniądze i honory, ta jednak nie ulega.
Kiedy panna de Saint-Yves na spowiedzi mówi ojcu Dowszystkiego o tych próbach nastawania na jej cześć, ten najpierw jest oburzony zachowaniem dygnitarza, kiedy jednak dowiaduje się, że chodzi o Saint-Pouange, całkowicie zmienia zdanie i przekonuje ją, że w takiej sytuacji oddanie się w celu ratowania Prostaczka nie byłoby grzechem, cytując św. Augustyna. Również przyjaciółka Bretonki namawia ją do tego kroku, mówiąc jej, że wielu mężów zawdzięcza swoje posady i urzędy swoim żonom, które zdobyły je dla nich tą drogą, postępek panny de Saint-Yves będzie więc tym bardziej godny pochwały, jako że chce uratować w ten sposób swojego ukochanego. Zaproszona na kolację przez Saint-Pouange i niemal siłą zaprowadzoną na nią przez przyjaciółkę, panna de Saint-Yves wreszcie ulega i traci swoją cześć panieńską w jego objęciach.
Następnego dnia rano panna de Saint-Yves jedzie do Paryża z rozkazem ministra i uwalnia Prostaczka. Nie mówi mu, jak tego dokonała, a ten w prostocie ducha się tego nie domyśla. Prosi ją tylko, aby pomogła też w uwolnieniu Gordona. Saint-Pouange jest gotów spełnić jej prośbę, ale w zamian żąda kolejnej schadzki, czego de Saint-Yves jednak już odmawia.
Po uwolnieniu Prostaczka wszyscy Bretończycy z Góry spotykają się; Prostaczek przyprowadza też jansenistę Gordona, który również został uwolniony z więzienia. Radość panny de Saint-Yves jest jednak zmącona jej wiedzą o tym, w jaki sposób doprowadziła do uwolnienia ukochanego. Wszyscy zasiadają do kolacji, podczas której przybywa przyjaciółka panny de Saint-Yves z Wersalu, przywożąc jej diamenty, podarunek od Saint-Pouange, które de Saint-Yves zostawiła u niego. Ta jest najpierw przerażona, że jej tajemnica może się wydać, potem rzuca przyjaciółce diamenty w twarz i każe jej wyjść z domu. Skrajnie wyczerpana przeżyciami, opuszcza zebranych i kładzie się do łóżka. Podczas gdy reszta towarzystwa rozmawia, panna de Saint-Yves dostaje gwałtownej gorączki.
Wezwany lekarz doprowadza tylko do pogorszenia jej stanu, po dwóch dniach stan chorej jest beznadziejny. W końcu na łożu śmierci panna de Saint-Yves wyznaje swoją „winę” i wyjawia, w jaki sposób uzyskała uwolnienie Prostaczka. Prostaczek zaprzecza jej, aby była winna, zgadza się z nim również Gordon, który „byłby ją potępił, wówczas gdy był jedynie jansenistą, ale obecnie, stawszy się mędrcem, poważał ją i płakał”. W tym momencie przybywa goniec od brata Vadbleda, jezuity, zaufanego ojca La Chaise. Ojciec La Chaise przekazuje przeorowi de Kerkabon wyrazy ubolewania z powodu uwięzienia Prostaczka. Zaprasza jego i Gordona do siebie. Okazuje się, że tymczasem i sam król dowiedział się o męstwie Hurona w walce z Anglikami, Prostaczek może więc zrobić furorę wśród dam na dworze. Prostaczek wzburzony nie przyjmuje zaproszenia i drze list na kawałki. Zaraz potem jego ukochana umiera.
W trakcie przygotowań do pogrzebu do domu zebranych przybywa de Saint-Pouange z przyjaciółką z Wersalu. Odrzucenie, jakiego doznał ze strony panny de Saint-Yves, spowodowało, że zaczął ją darzyć prawdziwą miłością. Widząc ją martwą, wpada w rozpacz, potem jednak postanawia wynagrodzić krzywdy, które wyrządził. Z jego protekcją Prostaczek zostaje oficerem, ksiądz de Saint-Yves, przeor i Gordon otrzymują po beneficjum, podarki otrzymują też przyjaciółka z Wersalu i ojciec Dowszystkiego. Gordon zapomina też o jansenizmie i za swoją dewizę przyjmuje zdanie: „Nieszczęście zda się na coś”. „Iluż poczciwych ludzi mogłoby powiedzieć: Nieszczęście nie zda się na nic”, komentuje to narrator w ostatnich słowach powiastki.

## Prostaczekjako krytyka Kościoła i religii
Głównym tematem Prostaczka jest krytyką zinstytucjonalizowanych form religii i nietolerancji religijnej, która przewija się jako motyw również w wielu innych utworach Voltaire’a (np. Kandydzie). Ostrze krytyki Voltaire kieruje przede wszystkim jezuitom, krytyczne uwagi i postulaty autora mają jednak bardziej ogólny charakter i dotyczą podstawowych kwestii dialogu i tolerancji religijnej.

### Krytyka jezuitów i religii panującej
Ze sprawami religii Prostaczek styka się już w Bretanii, gdzie ma też okazję poznać wielu przedstawicieli kleru – należą do nich przeor de Kerkabon, ksiądz de Saint-Yves, a także duchowni, którzy prowadzą katechizację Prostaczka przed udzieleniem mu chrztu. Dosłowne traktowanie prawd wiary i nakazów Biblii przez Prostaczka prowadzi do wielu nieporozumień, które stanowią o wartościach satyrycznych dzieła, Voltaire w tych początkowych rozdziałach powiastki nie posuwa się jednak do ostrej krytyki Kościoła. Jedynym naprawdę czarnym charakterem jest w nich nie przedstawiciel Kościoła, lecz delegat, który doprowadza do uwięzienia panny de Saint-Yves w klasztorze. W przedstawieniu postaci przeora de Kerkabon (jego nazwisko jest połączeniem niderlandzkiego słowa „kerk”, oznaczającego „kościół”, i francuskiego „bon” – „dobry”) dominują natomiast cechy pozytywne. Chociaż sprzeciwia się on małżeństwu Prostaczka i nie rozumie jego dążeń (cały czas ma nadzieję na objęcie przez Prostaczka urzędu po nim), traktuje swojego bratanka z miłością i chce dla niego jak najlepiej. Ksiądz de Kerkabon, choć jest dobrym katolikiem, nie zamyka się przy tym w sprawach Kościoła, lecz jest otwarty na uroki życia świeckiego: „Dość był bity w teologii; kiedy zaś znużył się św. Augustynem, szukał wytchnienia u Rabelego; toteż wszyscy go chwalili”, zauważa narrator. Fakt, że ksiądz de Kerkabon odczuwa przyjemność z lektury dzieł François Rabelais, renesansowego pisarza, którego satyryczna, pełna wulgaryzmów i zmysłowości powieść Gargantua i Pantagruel ściągnęła na jego głowę potępienie kręgów kościelnych, świadczy o tym, że horyzonty umysłowe przeora nie są bynajmniej ograniczone.

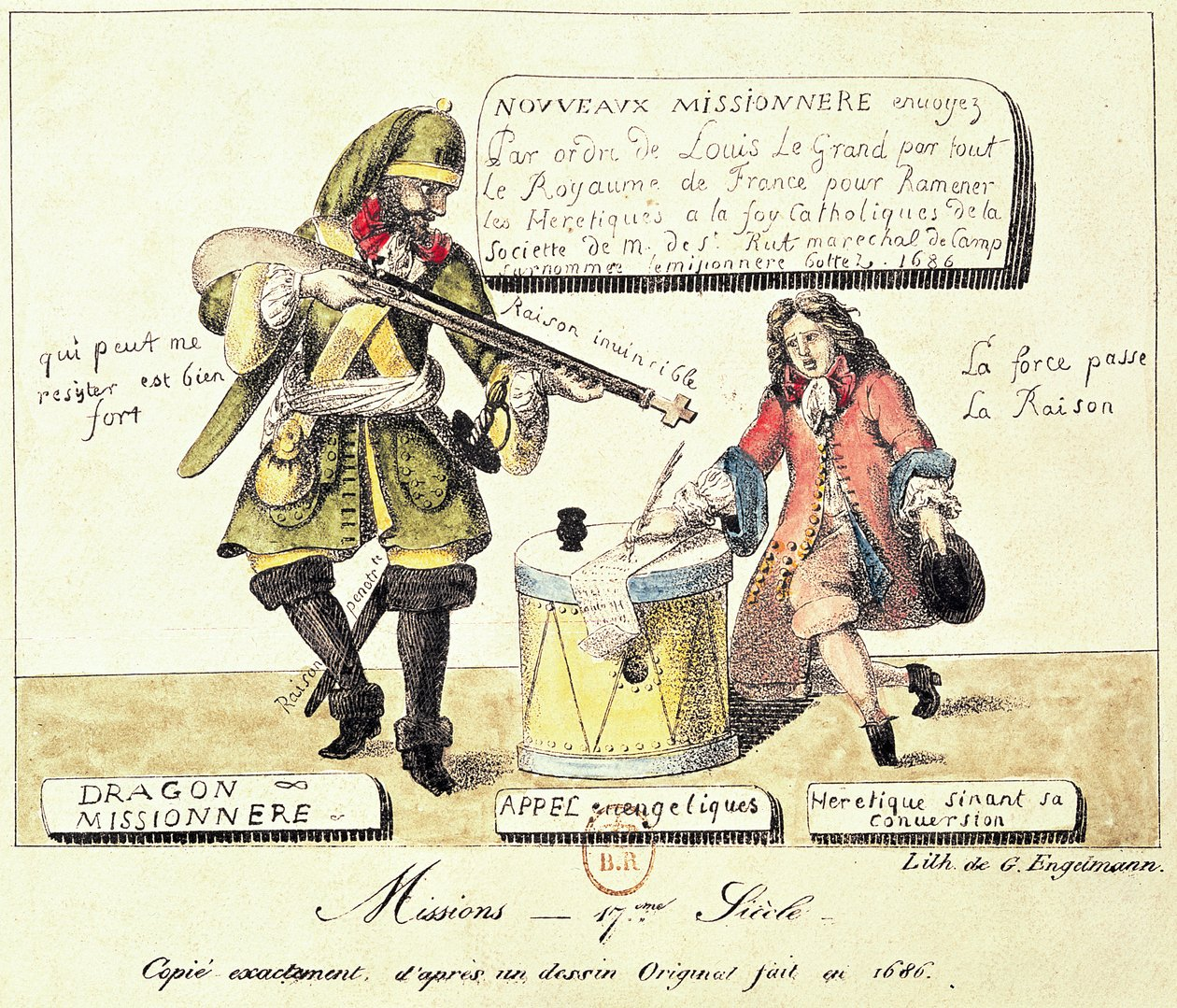
Dragonada (prześladowanie hugenotów)

Ostra krytyka Kościoła w Prostaczku pojawia się dopiero w momencie przyjazdu bohatera do Saumur, kiedy to po raz pierwszy ma on okazję zetknąć się ze złowrogą, zdaniem Voltaire’a, działalnością jezuitów. W Saumur Prostaczek jest świadkiem opuszczania miasta przez hugenotów, którzy skarżą się, że zostali do tego zmuszeni na skutek intryg tego zakonu na dworze królewskim, w szczególności spowiednika królewskiego ojca La Chaise. Voltaire pisze tu o wydarzeniach historycznych – prześladowania protestantów (tzw. „dragonady”) rzeczywiście miały miejsce za panowania Ludwika XIV, chociaż ich przyczyną była nie tyle gorliwość religijna króla, co czynniki polityczne – Ludwik XIV dążył do zachowania potęgi Francji i wzmocnienia swojej władzy, a protestanci, którzy czasami kwestionowali autorytet królewski, mogli stanowić dla niego zagrożenie. Prześladowania te doprowadziły w końcu do odwołania edyktu nantejskiego z 1598 r., gwarantującego we Francji tolerancję religijną, i wydania w jego miejsce w 1685 r. (już po czasie, w którym rozgrywa się akcja Prostaczka) edyktu z Fontainebleau, likwidującego wolności religijne, na skutek którego kilkaset tysięcy hugenotów uciekło z kraju.

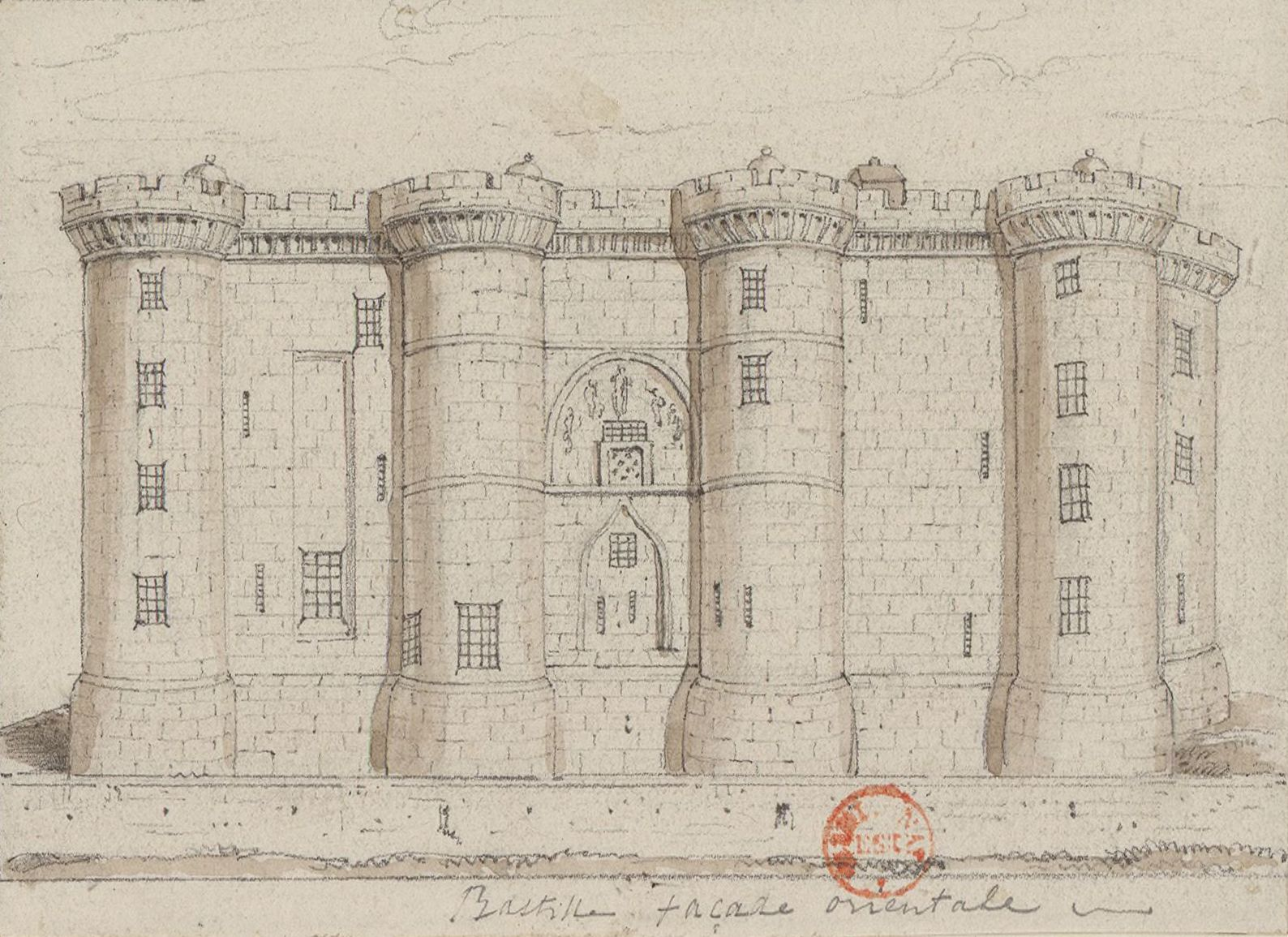
Bastylia

Również uwięzienie Prostaczka w Bastylii po przybyciu do Wersalu następuje częściowo za sprawą jezuitów, a konkretnie ojca La Chaise, który prawdopodobnie (chociaż nie jest to powiedziane wprost w powieści) wpływa na ministra Louvois, aby ten wydał nakaz uwięzienia Hurona. Jezuici odgrywają też kluczową rolę w dalszych wydarzeniach. Kiedy panna de Saint-Yves przybywa do Wersalu, aby wydostać swojego ukochanego z więzienia, kieruje się najpierw do ojca Dowszystkiego – „jezuity pośledniej klasy”, który w powieści jest postacią dwuznaczną. Z jednej strony pomaga on pannie de Saint-Yves, zapewniając jej mieszkanie i pomoc żony jednego z dworskich dygnitarzy (kobieta ta, jej „przyjaciółka”, swoimi namowami do przyjęcia propozycji pana de Saint-Pouange doprowadzi wprawdzie później do tragedii i jej śmierci); z drugiej strony wykazuje się obłudą, o którą często oskarżano kler w czasach Voltaire’a. Kiedy w rozdziale XVI panna de Saint-Yves opowiada ojcu Dowszystkiego o niemoralnej propozycji Saint-Pouange, ten jest najpierw oburzony, twierdząc, że z to pewnością jakiś jansenista, kiedy jednak dowiaduje się, że chodzi o de Saint-Pouange, całkowicie zmienia zdanie i namawia ją do przyjęcia propozycji. Argumenty ojca Dowszystkiego w rozmowie z panną de Saint-Yves można streścić następująco:
1. Mówiąc o Prostaczku, de Saint-Yves nie powinna używać słowa „kochanek”, lecz „mąż”, ponieważ, chociaż nie są jeszcze małżeństwem, uważa go za męża.
2. Chociaż Prostaczek jest jej mężem duchem, nie jest nim faktycznie; godząc się na propozycję Saint-Pouange, panna de Saint-Yves nie popełni więc cudzołóstwa.
3. „Uczynek nie mieści w sobie znamion występku, o ile intencja jest czysta, a nie ma nic czystszego nad chęć oswobodzenia swojego męża.”[15]
4. Na poparcie tego argumentu można podać przykłady ze starożytności, np. ze świętego Augustyna. Augustyn opisał podobną historię, w której żona oddała się pewnemu bogaczowi, chcąc ratować męża.
5. „Kiedy jezuita cytuje świętego Augustyna, musi już ten święty mieć zupełną słuszność”[4], konkluduje ojciec Dowszystkiego, z czego płynie wniosek, że panna de Saint-Yves nie uczyni nic zdrożnego, ulegając panu de Saint-Pouange.

W rozmowie tej przejawia się kazuistyczna metoda rozumowania, często stosowana przez jezuitów, która zwłaszcza w dobie oświecenia było powodem oskarżania tego zakonu o hipokryzję.
W związku z negatywnym stosunkiem Voltaire’a do zinstytucjonalizowanego Kościoła należy też wspomnieć o krytyce oficjalnej hierarchii kościelnej. Ojciec Dowszystkiego, chociaż z przedstawicieli swojego zakonu odgrywa w powieści największą rolę, przez narratora jest zaliczany do „jezuitów pośledniej klasy”, „jezuitów dla pospólstwa” (nie oznacza to, że tacy jezuici nie są ważni; jak zauważa narrator, dzięki spowiadaniu pokojówek mogą zyskiwać sekrety ich pań). Na drugim końcu tej swoistej drabiny społecznej w zakonie jezuitów i Kościele są jego wyżsi dostojnicy – spowiednicy księżniczek i wreszcie ojciec La Chaise, królewski spowiednik, „którego wszyscy łowcy beneficjów nazywali głową gallikańskiego Kościoła”. Charakterystyczne jest to, że chociaż nazwisko ojca La Chaise cały czas się przewija w powieści i ma on decydujący wpływ na tok akcji (doprowadzając do uwięzienia Prostaczka), on sam osobiście nie pojawia się w powieści. Kiedy przeor de Kerkabon przybył do Wersalu, chcąc porozmawiać w sprawie Prostaczka w ojcem La Chaise, ten „właśnie przyjmował pannę du Truon i nie miał czasu dla żadnych przeorów”. Czasu dla zwykłego księdza nie mieli też inni dostojnicy konsystorza: „prałat konferował właśnie z piękną panią de Lesdiguières w ważnych sprawach kościelnych”, a biskup z Meaux „badał właśnie, w towarzystwie panny de Mauléon, miłość mistyczną pani Guyon”, ironicznie zauważa narrator. W tym zainteresowaniu księży damami można dostrzec aluzję do niemoralnego życia czy nawet rozwiązłości, o którą oskarżano kler w czasach Voltaire’a (chociaż oskarżenia takie wprost nie padają w żadnym miejscu powieści); przede wszystkim jednak widać tu przepaść dzielącą dostojników Kościoła od reszty społeczeństwa, a nawet zwykłych księży.

### Krytyka jansenizmu. Alternatywa dla fanatyzmu religijnego

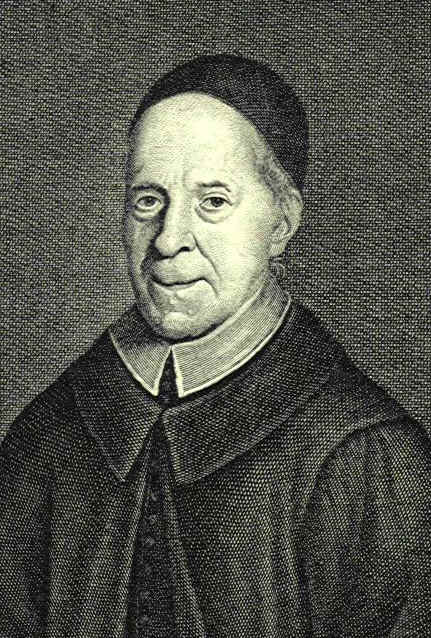
Pasquier Quesnel

Jansenizm zrodził się we Francji w XVII w. jako ruch teologiczno-duchowy w ramach katolicyzmu. Dążenie do odnowienia życia duchowego i surowe zasady moralne, jakie propagował, rychło spowodowały zaniepokojenie oficjalnych kręgów francuskiego Kościoła, do tego doszły poważne różnice w poglądach teologicznych, stojące w sprzeczności z oficjalną doktryną katolicką. Należy tu wymienić przede wszystkim naukę o łasce skutecznej, według której łaska Boża jest niezbędna i wystarczająca do zbawienia, a sam człowiek, jeśli Bóg postanowił o jego zbawieniu, nie jest w stanie się tej łasce oprzeć. Poglądy te zbliżały naukę jansenistów do wyznań protestanckich, zwłaszcza kalwinizmu z jego nauką predestynacji.
Zapowiedź, że kwestia jansenizmu będzie odgrywała w Prostaczku ważną rolę, znajdujemy już na samym początku dzieła, w jego podtytule: „Historia prawdziwa znaleziona w papierach ojca Quesnela”. Fakt, że Voltaire uczynił autorem swojej książki Pasquiera Quesnela, wybitnego teologa jansenistycznego, nienawiść, jaką jezuici w powieści nieustannie okazują wobec jansenistów, a także osadzenie Prostaczka w Bastylii w jednej celi ze szlachetnym jansenistą Gordonem mogłyby na pierwszy rzut oka sugerować, że Voltaire sympatyzuje z jansenizmem, a nawet, że powieść jest swego rodzaju hołdem złożonym temu ruchowi. Że tak nie jest, czytelnik przekonuje się w rozdziałach opisujących rozmowy Prostaczka z Gordonem w Bastylii, w których dochodzi do nieoczekiwanej przemiany duchowej bohaterów. Prostaczek na skutek rozmów z jansenistą i lektur rozwija się duchowo, stopniowo wyzbywa się naiwności i zaczyna postrzegać świat takim, jaki jest naprawdę, z całym jego zakłamaniem i bezsensem sporów religijnych. Nie daje się też przekonać Gordonowi do jego poglądów, podaje w wątpliwość jansenistyczną doktrynę o łasce skutecznej, zarzucając mu:

Ależ ojcze, wasza skuteczna łaska czyniłaby również Boga twórcą grzechu; nie ulega bowiem wątpliwości, że wszyscy, którym odmówiłby tej łaski, popadliby w grzech; a czy ten, kto nas wydaje złemu, nie jest jego sprawcą?

Wreszcie i sam Gordon pod wpływem rozmów z Prostaczkiem, a także jego młodzieńczej, czystej miłości do panny de Saint-Yves, zaczyna wątpić w idee, w imię których dał się osadzić w więzieniu i sens swojego cierpienia, mówiąc:

Byłożby prawdą, żem wydał życie na łup nieszczęść dla czczej chimery? Jestem o wiele pewniejszy swego nieszczęścia niż łaski skutecznej. Strawiłem dni na rozumowaniu o wolności Boga i rodzaju ludzkiego, a w zamian straciłem własną: ani św. Augustyn, ani św. Prosper nie wydobędą mnie z tej czeluści.

To „nawrócenie” jansenisty Gordona (na końcu powieści porzuca on jansenizm, otrzymuje beneficjum i żyje z Prostaczkiem „do końca w serdecznej przyjaźni”) świadczy o tym, że Voltaire nie upatrywał alternatywy dla oficjalnie panującego wówczas we Francji katolicyzmu w przyjęciu jakiegoś innego wyznania czy doktryny. Również w „Kandydzie”, innej powiastce filozoficznej Voltaire’a, ostro atakującej Kościół katolicki, są uwagi krytyczne pod adresem wyznań protestanckich (np. podczas pobytu Kandyda w Holandii i Surinamie). Voltaire jest przeciwny wszelkiemu fanatyzmowi religijnemu, a jego poglądy filozoficzne w tej kwestii najlepiej streszczają słowa Prostaczka wypowiedziane do Gordona w rozdziale XIV:

Gdyby istniała jedna jedyna prawda pod stosem przetrząsanych od tylu wieków argumentów, odkryto by ją z pewnością, i świat byłby zgodny bodaj co do jednego punktu. Gdyby ta prawda była tak potrzebna jak słońce jest potrzebne ziemi, błyszczałaby jak ono. To niedorzeczność, to zniewaga dla rodzaju ludzkiego, zbrodnia przeciwko nieskończonej Istocie, mówić: Istnieje prawda nieodzowna dla człowieka, i prawdę te Bóg ukrył.

Właściwym przesłaniem Prostaczka jest więc odrzucenie wszelkich sporów religijnych, jako bezsensownych i prowadzących do okrucieństwa wobec drugiego człowieka i prześladowań. Powyższy fragment dowodzi również, że Voltaire nie był ateistą i nie odrzucał koncepcji Boga. Bóg Voltaire’a jest jednak Bogiem deistycznym, „nieskończoną Istotą”, która jest duchową siłą sprawczą świata i która nie pragnie otaczania jej szczegółowymi doktrynami religijnymi, ani tym bardziej prześladowań w jej imię. Voltaire występuje tu przede wszystkim jako rzecznik tolerancji religijnej.

## Prostaczekjako krytyka społeczeństwa francuskiego
Akcja Prostaczka rozgrywa się na dwóch planach – w Bretanii oraz w Wersalu i w Paryżu, co umożliwia ukazanie społeczeństwa francuskiego w różnych jego warstwach oraz różnic pomiędzy życiem w stolicy i na prowincji.
Życie w klasztorze przeora de Kerkabon wygląda całkiem inaczej niż w Wersalu i Paryżu – toczy się spokojniej, mieszkańcy Bretanii mają mniej możliwości rozrywek, ale wydają się też mniej zepsuci niż arystokracja na dworze królewskim. Nie oznacza to, że Voltaire idealizuje prowincję. Wśród mieszkańców Góry i okolic są też czarne charaktery, przede wszystkim delegat (franc. le bailli), który reprezentuje na prowincji władzę króla i pełni przy tym obowiązki policyjno-sądownicze (tłumaczenie nazwy jego urzędu przez Boya-Żeleńskiego nie jest tu zbyt szczęśliwe, w Polsce podobny zakres władzy miał landwójt i słowo to byłoby w polskim tłumaczeniu powieści bardziej adekwatne). Oprócz delegata, który powoduje zamknięcie panny de Saint-Yves w klasztorze, do negatywnych postaci z prowincji można też zaliczyć księdza de Saint-Yves, który intryguje przeciwko własnej siostrze, domagając się od pana de Saint-Pouange jej uwięzienia. Również sama panna de Saint-Yves (jak i panna de Kerbakon) na początku powieści przedstawiona jest jako osoba dość pusta i niewyróżniająca wysokim poziomem inteligencji, Prostaczek podoba jej się jak każdy przystojny chłopiec zwykłej dziewczynie z małego miasteczka, dopiero później jej uczucie staje się naprawdę głębokie i prawdziwe. Mimo tych ograniczeń i prostoty jej mieszkańców Voltaire przedstawia życie na prowincji raczej w pozytywnym świetle, a dobre cechy charakteru jej mieszkańców widać zwłaszcza w scenie obrony wybrzeża przed Anglikami (w rozdziale VII), kiedy to mieszkańcy Góry wraz z Prostaczkiem własnymi siłami stworzonej przez siebie milicji, bez pomocy regularnego wojska, mężnie odpierają atak napastników.

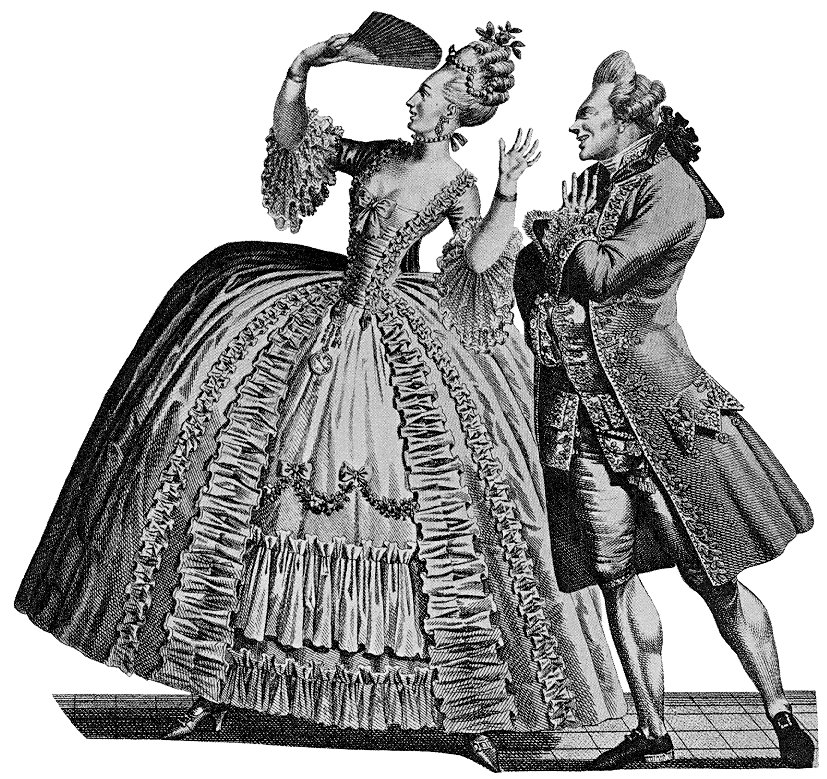
Para francuskich arystokratów, rycina z XVIII w.

Kontrastuje z tym obraz Wersalu i Paryża, a w szczególności arystokracji i kleru, żyjących z dochodów z różnych urzędów przyznawanych dzięki zmiennej łasce królewskiej lub zdobywanych drogą intryg i przez sypialnię małżonki starającego się o urząd. Przekonuje o tym pannę de Saint-Yves jej przyjaciółka z Wersalu, mówiąc:

Najskromniejsze i najwyższe stanowiska zdobywa się najczęściej za cenę, której zażądano od ciebie […] gdybym miała tyle skrupułów co ty, mąż mój nie zajmowałby posadki, która mu daje środki do życia […] Czy myślisz, że wszyscy, którzy piastowali gubernaturę, a nawet dowództwo armii, jedynie zasługom winni byli zaszczyty i fortunę? Niejeden zawdzięczał je swojej dzielnej żonie.

Łączy się z tym problem wszelkich nadużyć władzy, które co krok spotykamy w powieści. W Wersalu Prostaczek długo nie może dostać się do żadnego kompetentnego urzędnika. W końcu zostaje wtrącony do Bastylii jedynie na podstawie donosu, bez żadnego procesu sądowego i, jak stwierdza sekretarz ministra Louvois, gdyby nie ofiarność jego ukochanej, groziłoby mu tam pozostanie do końca życia. Ksiądz de Kerkabon, kiedy przybywa do Paryża w poszukiwaniu swojego bratanka, nie może uzyskać żadnej pomocy wyższych urzędników Kościoła, żaden z nich nie jest zainteresowany rozmową ze zwykłym przeorem. Dopiero panna de Saint-Yves, dzięki swojej płci i urodzie, znajduje dojście do właściwych urzędników i uzyskuje uwolnienie swojego ukochanego, płaci jednak za to cenę najwyższą. Alienacja władzy z jej skorumpowaniem i wyobcowaniem z reszty społeczeństwa jest jednym z głównych tematów Prostaczka.
Po przybyciu do Bretanii i później do Wersalu, Prostaczek nie rozumie stosunków panujących we Francji. Życie w jego ojczyźnie w Kanadzie było o wiele prostsze, a ludzie bardziej bezpośredni i prostolinijni. Kiedy w Bretanii proboszcz tłumaczy mu, że do zawarcia ślubu potrzeba wielu formalności („rejenta, księży, świadków, kontraktu, dyspensy”), ten odpowiada: „Muszą z was być bardzo nieuczciwi ludzie, skoro potrzebujecie między sobą tylu ostrożności!” Kiedy w Saumurs słyszy od wypędzanych hugenotów o ich smutnym losie, naiwnie obiecuje osobiście porozmawiać z królem i wstawić się w ich sprawie. Przybywszy do Wersalu i po długim czekaniu dopuszczony wreszcie przed oblicze trzeciorzędnego rangą urzędnika, komentuje to słowami: „Gdybym z odparciem Anglików czekał tak długo, jak pan mi kazałeś czekać na audiencję, hulaliby obecnie w Bretanii co wlezie.” Huron często porównuje sytuację we Francji z tym, jak jest w jego ojczyźnie w Kanadzie i w Anglii.
W czasach Voltaire’a ustrój polityczny w Anglii i stosunki społeczne panujące w tym kraju bardzo się różniły od ustroju i stosunków we Francji, oświeceniowi intelektualiści, w tym Voltaire, często więc pisali o różnicach między tymi krajami. Kiedy Prostaczek porównuje Anglię i Francję, porównanie to w jego oczach z reguły wypada na korzyść Anglii, chociaż jego rozmówcy mają czasami odmienne zdanie. Kiedy panna de Kerkabon jest oburzona, że Anglicy nie ochrzcili Prostaczka, ten odpowiada, że „w Anglii wolno ludziom żyć wedle ich ochoty”. Prostaczek z kolei jest oburzony, kiedy jego ukochaną, pannę de Saint-Yves, siłą zamykają w klasztorze – jest to dla niego „rzecz straszliwa, nieznana u Huronów i w Anglii”. Już będąc osadzonym w Bastylii, Huron zwraca uwagę, że Anglia, w przeciwieństwie do Francji, jest państwem prawa, gdzie nie więzi się ludzi bez wyroku: „Czyż nie istnieją prawa w tym kraju? Skazuje się ludzi bez wysłuchania ich!” Anglia w Prostaczku jest więc państwem, w którym panuje większa tolerancja religijna i w którym większą uwagę przywiązuję się do praw jednostki. Z drugiej strony obraz Anglików nie jest idealny, co widać w scenie obrony wybrzeża. Kiedy „zdradzieccy” Anglicy przybywają, „aby złupić opactwo w Górze, wypić wino jego stryja, a może i porwać pannę de Saint-Yves”, Prostaczek nie waha się stanąć w obronie swojej nowej ojczyzny.

## Prostaczekjako krytyka etnocentryzmu
Prostaczek jest jedną z pierwszych powieści krytykujących etnocentryzm – przekonanie o wyższości własnego narodu. Krytyka ta jest widoczna zwłaszcza w początkowych rozdziałach powieści, kiedy zaciekawione przybyciem Hurona towarzystwo gromadzi się w opactwie u przeora de Kerkabon. Kiedy zebrani zaczynają mówić o różnych językach, panna de Kerkabon stwierdza: „Zawsze sądziłam, że francuski język jest najpiękniejszy ze wszystkich, po dolnobretońskim”. Następnie „wszyscy się zgodzili, iż, gdyby nie przygoda z wieżą Babel, cała ziemia mówiłaby po francusku”. Francuzi podkreślają też swoją wyższość nad Anglikami. Według panny de Kerkabon Anglicy „to ludzie przeklęci od Boga; tylko patrzeć jak odbierzemy im Jamajkę i Wirginię”, co jest ironiczną aluzją autora do utraty przez Francję jej kolonii (w tym Kanady) na rzecz Anglii (nastąpiło to na skutek wojny siedmioletniej niedługo przed napisaniem powieści).

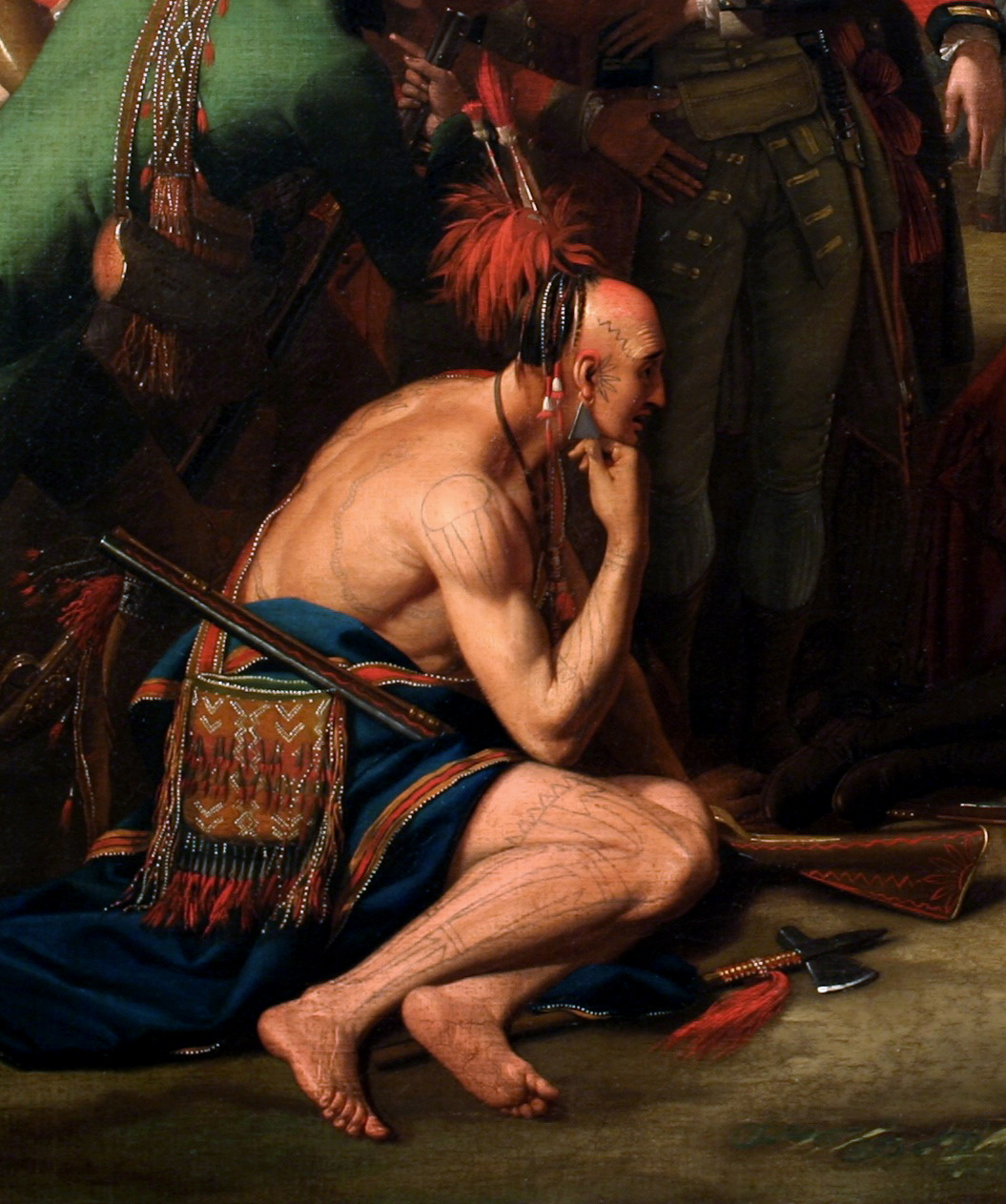
Szczegół z obrazu Śmierć generała Wolfe’a Benjamina Westa, przedstawiający wyidealizowany obraz amerykańskiego Indianina

Prostaczek jest też jednym z dzieł w literaturze światowej eksploatujących motyw „szlachetnego dzikusa”. Motyw ten, którego autorstwo błędnie przypisuje się Jean-Jacques’owi Rousseau, jest w rzeczywistości prawie dwa stulecia starszy. Prawdopodobnie pierwszym autorem, który nie zgadzał się z twierdzeniem, że „dzicy” są „barbarzyńcami”, gorszymi od „cywilizowanych” Europejczyków, był Michel de Montaigne, który wyraził takie przekonanie, pisząc o południowoamerykańskich Indianach w eseju O kanibalach z 1580 r. Takim „szlachetnym dzikusem” jest Prostaczek, mówiący zawsze to, co myśli i wyrażający wprost swoje uczucia. Postać Hurona kontrastuje zarówno z postępowaniem wersalskiej i paryskiej arystokracji, cechującej się zewnętrzną ogładą, a w rzeczywistości zepsutej i knującej intrygi, jak również kleru, prześladującego inne wyznania i pełnego zakłamania.

## Prostaczekjako synteza różnych gatunków literackich
Prostaczek jest zaliczany do gatunku powiastki filozoficznej, gatunku którego Voltaire był współtwórcą i który satyryczną formę łączy z przemyśleniami na poważne tematy filozoficzne, społeczne lub moralne. Takim tematem w Prostaczku jest przede wszystkim kwestia prawdy i tolerancji religijnej; powiastka jest też jednak krytyką wielu negatywnych zjawisk w XVIII-wiecznej Francji, jak nadużyć władzy, kleru, wszechobecnej korupcji i zepsucia. Dzieło jest więc utworem moralizatorskim – apologiem – ubranym w szatę satyry.
W Prostaczku można też jednak wyróżnić inne podgatunki literackie: powieść sentymentalną i powieść rozwojową (tzw. Bildungsroman). Cechy powieści sentymentalnej są widoczne przede wszystkim w historii panny de Saint-Yves i jej tragicznym zakończeniu – motyw wykorzystania niewinnej dziewczyny był dość powszechny w XVIII-wiecznej literaturze, występuje np. w Pameli Samuela Richardsona.
W przedstawieniu głównego bohatera Prostaczek jest natomiast powieścią rozwojową, opisującą przemianę, jaką przechodzi on w trakcie powieści. Prostaczek, schodząc z pokładu statku w Bretanii, praktycznie nie zna Francji, ani w ogóle cywilizacji zachodniej, chociaż już od pewnego czasu mieszka w Anglii. W toku powieści dzięki odnalezieniu swojego stryja i miłości ku pannie de Saint-Yves zaczyna identyfikować się ze swoją nową ojczyzną, czego apogeum ukazuje się w bohaterskiej obronie francuskiego wybrzeża wraz z miejscową milicją przed Anglikami. Prostolinijność doprowadza go w końcu do uwięzienia, gdzie formuje się jego światopogląd (a także zmienia się światopogląd Gordona) – Huron staje się zwolennikiem racjonalizmu oraz tolerancji religijnej i tym samym porte parole autora książki – Voltaire’a.